# Goodluck Jonathan
Goodluck Ebele Jonathan (ur. 20 listopada 1957 w Otuoke) – nigeryjski polityk, członek rządzącej Ludowej Partii Demokratycznej, gubernator stanu Bayelsa w latach 2005-2007. Wiceprezydent Nigerii od 29 maja 2007. Od 6 maja 2010 do 29 maja 2015 prezydent Nigerii. Faktycznie wypełniał obowiązki prezydenckie już od 9 lutego 2010, zastępując ciężko chorego prezydenta Umaru Yar’Aduę.

## Edukacja i kariera zawodowa
Goodluck Jonathan urodził się w 1957 w Otuoke w stanie Bayelsa. W latach 1971–1975 uczęszczał do szkoły średniej Mater Dei High School w Imiringi. Następnie rozpoczął studia na University of Port Harcourt, na którym w 1981 uzyskał licencjat z zoologii, a w 1985 tytuł magistra hydrobiologii. W 1995 zdobył stopień doktora zoologii na tej uczelni. 
Pierwszą pracę zawodową podjął tuż po zakończeniu szkoły średniej. W latach 1975–1977 pracował jako urzędnik w Departamencie Ceł i Akcyzy. W czasie studiów, w latach 1981-1982 pracował jako nauczyciel w szkole średniej w Iresi, a w latach 1982-1983 był inspektorem ds. edukacji w Ministerstwie Edukacji stanu Rivers. Od 1983 do 1993 był wykładowcą na Wydziale Biologii Rivers State College of Education w Port Harcourt. W latach 1993–1998 zajmował stanowisko wicedyrektora Departamentu Ochrony Środowiska OMPADEC (Oil Mineral Producing Areas Development Commission, Komisja Rozwoju Obszarów Wydobywających Ropę Naftową). 
Dr Jonathan jest członkiem wielu branżowych organizacji, m.in. Nigeryjskiego Towarzystwa Rybołówstwa (FISON), International Association of Impact Assessment (IAIA), Instytutu Administracji Publicznej Nigerii (PAN), a także honorowym członkiem Nigeryjskiego Towarzystwa Środowiska.
Goodluck Jonathan jest żonaty z Patience Faką, ma dwoje dzieci. 

## Kariera polityczna
W latach 90. XX w. wstąpił do Ludowej Partii Demokratycznej (PDP). W wyborach lokalnych na stanowisko gubernatora stanu Bayelsa w 1999 wystartował wspólnie z Diepreye Alamieyeseighą jako kandydat na urząd jego zastępcy. Po wygranej, w latach 1999-2005 zajmował stanowisko wicegubernatora stanu Bayelsa. W wyborach w 2003 gubernator Alamieyeseigha uzyskał reelekcję, jednak w 2005 został usunięty z urzędu po zarzutem korupcji. 9 grudnia 2005 Jonathan zastąpił go na stanowisku gubernatora stanu. 
W grudniu 2006 został wybrany kandydatem PDP do urzędu wiceprezydenta Nigerii u boku Umaru Yar’Adui w wyborach prezydenckich w kwietniu 2007. 20 kwietnia 2007, dzień przed wyborami, uzbrojeni sprawcy zaatakowali biuro Jonathana, co policja uznała za próbę zamachu na jego życie. Po wyborach, 16 maja 2007 uzbrojeni napastnicy zaatakowali natomiast jego dom. W czasie ataku zginęło dwóch policjantów strzegących posiadłości. Po wygranej Yar’Adui w wyborach, 29 maja 2007 Jonathan został zaprzysiężony na stanowisku wiceprezydenta Nigerii. 

## Pełniący obowiązki prezydenta Nigerii
Po hospitalizacji prezydenta Yar’Adui w Arabii Saudyjskiej z powodu zapalenia osierdzia pod koniec listopada 2009, w Nigerii rozpoczął okres sporu politycznego dotyczący zdolności pełnienia przez niego urzędu głowy państwa. Część polityków i społeczeństwa opowiadała się za formalnym przekazaniem władzy wiceprezydentowi Jonathanowi i mianowaniem go pełniącym obowiązki prezydenta na czas nieobecności Yar’Adui w kraju. 
W sprawę zaangażował się sąd najwyższy, który 13 stycznia 2010 orzekł, że wiceprezydent Jonathan na czas nieobecności prezydenta może wykonywać wszelkie jego obowiązki, pomimo braku formalnego aktu przekazania mu władzy. Orzeczenie to nie zadowoliło części klasy politycznej i społeczeństwa, którzy domagali się transferu władzy zgodnie z konstytucją, na drodze pisemnego oświadczenia prezydenta.
9 lutego 2010 obie izby Zgromadzenia Narodowego, Senat i Izba Reprezentantów, przegłosowały wniosek o transferze władzy prezydenta na ręce wiceprezydenta. Parlament powierzył wiceprezydentowi pełnienie władzy wykonawczej do czasu powrotu prezydenta Yar'Aduyi do pełni zdrowia. Tego samego dnia Jonathan oficjalnie objął stanowisko p.o. prezydenta. Gabinet zaakceptował decyzję parlamentu i uznał władzę Jonathana. Część prawników podkreślała jednak, że decyzja parlamentu nie miała charakteru wiążącego, a transfer władzy odbył się z pominięciem określonej w konstytucji pisemnej deklaracji szefa państwa. Wiceprezydent Jonathan stwierdził, że warunki w jakich obejmuje swoje stanowisko, które określił mianem „świętego zaufania”. są „niezwykłe, poważne i refleksyjne”. Zaapelował o „żarliwą modlitwę” w intencji chorego prezydenta i podziękował wojsku za lojalność i oddanie wykonywanym obowiązkom. Zapowiedział sprawowanie funkcji z całych swoich możliwości i dokończenie procesu przyznawania amnestii bojownikom z Delty Nigru.

## Prezydent Nigerii
5 maja 2010 prezydent Yar'Auda zmarł po długiej chorobie. Dzień później Jonathan został zaprzysiężony na prezydenta Nigerii. Uroczystość odbyła się w prezydenckiej rezydencji w Abudży.